# Ptochophyle exitela
Ptochophyle exitela är en fjärilsart som beskrevs av Louis Beethoven Prout 1918. Ptochophyle exitela ingår i släktet Ptochophyle och familjen mätare. Inga underarter finns listade.